# Niebla amarilla
Niebla amarilla es una novela de horror y vampiros escrita por el autor estadounidense Les Daniels. Fue publicada por primera vez en 1986 por Donald M. Grant, en una edición especial de 800 copias autografiadas por el autor. Una edición extendida fue publicada por Tor Books en 1988 (ISBN 0-8125-1675-3). Fue publicada en España en 1992 por la editorial Timunmas.

## Sinopsis
Felicia Lamb disfruta de la noche sumergida en la niebla tras sobrevivir milagrosamente a un accidente de trenes, del que fue salvada por la Muerte. Atraída por los encantos de un misterioso espiritista, Felicia explora el mundo más allá de la vida, pero para su prometido, Reginald Callender comienza un horroroso recorrido por las oscuras y tenebrosas calles de Londres, en busca de la mujer que ha de ser su esposa y del vampiro que la ha secuestrado: Sebastian Newcastle, en otro tiempo llamado Don Sebastián de Villanueva, un monstruo dispuesto a utilizar sus artes sobrenaturales para saciar sus deseos y castigar a los mortales que se atreven a enfrentarse a él.